# Bertolonia
Bertolonia je monogenerički tribus iz porodice melastomovki, dio potporodice Melastomatoideae.

## Opis tribusa
Bertolonieae s.l. je okarakterizirana kao zeljaste biljke s uglastim kapsulama. Unatoč morfološkim sličnostima, molekularni podaci pokazali su da loze unutar njega nisu bile homologne, a tradicionalni dijagnostički znakovi imaju nekoliko različitih podrijetla u Melastomataceae. Nedavno je Bertolonieae s.l. opisan tako da uključuje samo Bertoloniju, a novo pleme, Trioleneae, opisano je da obuhvaća rodove Monolena i Triolenu. Bertolonieae je endem istočnog Brazila s 36 svojti. Dva roda Trioleneae zajednički se pojavljuju u južnom Meksiku, Srednjoj Americi, podnožju Anda i zapadnoj Amazoniji, pri čemu se Monolena i Triolena sastoje od 16 odnosno 27 vrsta.

## Vrste
1. Bertolonia acuminata Gardner
2. Bertolonia alternifolia Baumgratz, Amorim & A.B.Jardim
3. Bertolonia angustifolia Cogn.
4. Bertolonia angustipetala Bacci & R.Goldenb.
5. Bertolonia bullata Baumgratz, Amorim & A.B.Jardim
6. Bertolonia carmoi Baumgratz
7. Bertolonia cuspidata Bacci & Amorim
8. Bertolonia duasbocaensis Bacci & R.Goldenb.
9. Bertolonia formosa Brade
10. Bertolonia foveolata Brade
11. Bertolonia grazielae Baumgratz
12. Bertolonia hirsutissima Bacci, Michelang. & R.Goldenb.
13. Bertolonia hoehneana Brade
14. Bertolonia igrapiuna Bisewski, Bacci & R.Goldenb.
15. Bertolonia kollmannii Bacci & R.Goldenb.
16. Bertolonia leuzeana DC.
17. Bertolonia linearifolia Bacci & Michelang.
18. Bertolonia lucernula Bacci, D.T.Iglesias & R.Goldenb.
19. Bertolonia macrocalyx Bacci & R.Goldenb.
20. Bertolonia maculata DC.
21. Bertolonia marmorata (Naudin) Naudin
22. Bertolonia michelangeliana Bacci & R.Goldenb.
23. Bertolonia mosenii Cogn.
24. Bertolonia nymphaeifolia Raddi
25. Bertolonia organensis Baumgratz, Silva-Gonç. & Nunes-Freitas
26. Bertolonia paranensis (Wurd.) Baumgratz
27. Bertolonia reginatoi Bacci & Michelang.
28. Bertolonia riocontensis Bisewski, Bacci & R.Goldenb.
29. Bertolonia ruschiana Bacci & R.Goldenb.
30. Bertolonia sanguinea Saldanha
31. Bertolonia valenteana Baumgratz
32. Bertolonia venezuelensis Wurdack
33. Bertolonia violacea Bisewski, Bacci & R.Goldenb.
34. Bertolonia vitoriana Bacci & Amorim
35. Bertolonia wurdackiana Baumgratz